# روسرین‌داران
روسُرین‌داران (نام علمی: Epiprocta) نام یک زیرراسته از راسته سنجاقک‌سانان است.
سُرین در فارسی به معنی مقعد است و رو-سرین (Epiproctum) اندامی است در گروهی از سنجاقک‌سانان که این زیرراسته نام خود را از آن گرفته است. این اندام در آسیابک‌های نر وجود دارد و برای گرفتن ماده‌ها جهت جفت‌گیری استفاده می‌شود.